# Pseudotolida arida
Pseudotolida arida är en skalbaggsart som först beskrevs av Leconte 1862.  Pseudotolida arida ingår i släktet Pseudotolida och familjen tornbaggar. Inga underarter finns listade i Catalogue of Life.